# Liste der Naturdenkmale in Dreisbach (Westerwald)
Die Liste der Naturdenkmale in Dreisbach nennt die im Gemeindegebiet von Dreisbach ausgewiesenen Naturdenkmale (Stand 13. Juni 2024).

## Naturdenkmale
| Nr.         | Bezeichnung                          | Lage                                                 | Beschreibung                                                                    | Bild                                    |
| ----------- | ------------------------------------ | ---------------------------------------------------- | ------------------------------------------------------------------------------- | --------------------------------------- |
| ND-7143-374 | Herzog-Adolf-Linde                   | östlich des Ortes an der B 255; Flur Alte Feld Lage  | Tilia sp., anlässlich der Regierungsübernahme von Herzog Adolph 1839 gepflanzt. | Direkt Bild zu diesem Denkmal hochladen |
| ND-7143-395 | Alte Buche an der Kreisstraße 65     | südwestlich des Ortes an der K 65; Flur Hestern Lage | Fagus sylvatica                                                                 | Direkt Bild zu diesem Denkmal hochladen |
| ND-7143-397 | Alte Buche auf der Gemeindeviehweide | östlich des Ortes; Abteilung Dreisbacher Heck Lage   | Fagus sylvatica                                                                 | Direkt Bild zu diesem Denkmal hochladen |